# Quận Tel Aviv
Quận Tel Aviv (tiếng Hebrew: מחוז תל אביב; tiếng Ả Rập: منطقة تل أبيب) là quận nhỏ nhất và có mật độ dân số cao nhất trong sáu quận hành chính của Israel với tổng cộng 1,2 triệu cư dân. Trong đó, 99,0% cư dân là người Do Thái và 1,0% là người Ả Rập (0,7% theo Hồi giáo, 0,3% theo Ki-tô giáo).
Thủ phủ của quận là Tel Aviv và khu vực đô thị hình thành từ quận Tel Aviv district và các thành phố lân cận có tên là Gush Dan.

## Hành chính

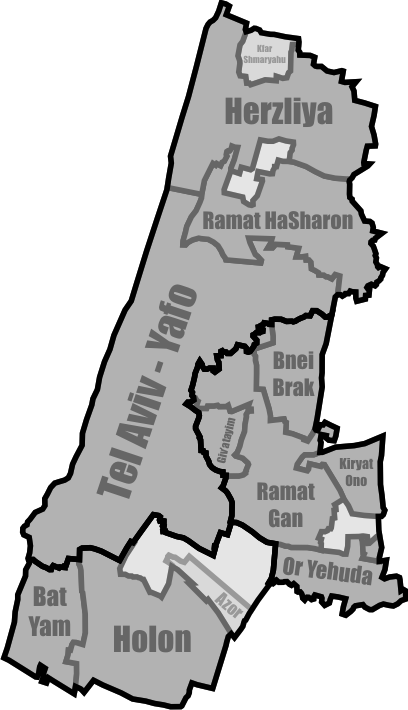
Bản đồ

| Thành phố | Hội đồng địa phương     |
| --- | ----------------------- |
| - Tel Aviv - Bat Yam - Bnei Brak - Giv'atayim - Herzliya - Holon - Kiryat Ono - Or Yehuda - Ramat Gan - Ramat HaSharon | - Azor - Kfar Shmaryahu |